# I. K'inich Janaab Pakal
I. K'inich Janaab Pakal vagy Nagy Pakal (hieroglif forma: K'INICH-JANA:B-PAKAL-la; magyarul: Ragyogó ?-Pajzs) (Palenque, 603. március 23. – 683. augusztus 28.) maja uralkodó, főleg pompás sírja miatt Palenque leghíresebb királya. (A dátumok a maja naptár szerint: 9.8.9.13.0 8 Ajaw 13 Pop illetve 9.12.11.5.18 6 Etz'hab11 Yax)

## Élete, uralkodása
Amikor a 12 éves király 615-ben (a maja naptár szerint 9.9.2.4.8 5 Lamat 3 Mol) trónra lépett, a város nehéz helyzetben volt; Calakmul két korábbi támadása nagy veszteségeket okozott. 626-ban vette feleségül Tz'akbu Ajaw úrnőt. Legalább két fiuk született, akik mindketten később Palenque uralkodói lettek.
628-ból ismert egy háborús konfliktus, amiben egy palenque-i úr Piedras Negras fogságába esett. Janaab Pakal első fennmaradt felirata 647-ben, néhány évvel szülei halála után készült a ma Olvidado-nak nevezett templomban.
Uralkodásának legnevesebb alkotása az egyedülálló palenque-i palota volt. 654-ben kezdték meg az eredeti kora klasszikus épület bővítését. Még ebben az évben elkészült az úgynevezett Fehér ház (a palota összes többi épülete egységes vörös színezést kapott). Itt helyezték el a király beiktatását megörökítő úgynevezett „Ovális palatáblát”. Az itteni trónterem volt a helyszíne még legalább három későbbi király beiktatásának.
A további feliratok nagyrészt – a maja szokásoknak megfelelően – a hadi sikerekről szólnak (elhallgatva a kevésbé szerencsés összecsapásokat).
Janaab Pakal uralkodása 68. évében, 683-ban hunyt el. A Feliratok templomának nevezett halotti templomának építését fia, II. K'inich Kan Bahlam fejezte be. Rendkívül gazdag mellékletekkel ellátott sírját 1949-ben Alberto Ruz Lhuillier mexikói régész fedezte fel, akkor indult meg a feltárás hosszú éveken át tartó munkája.

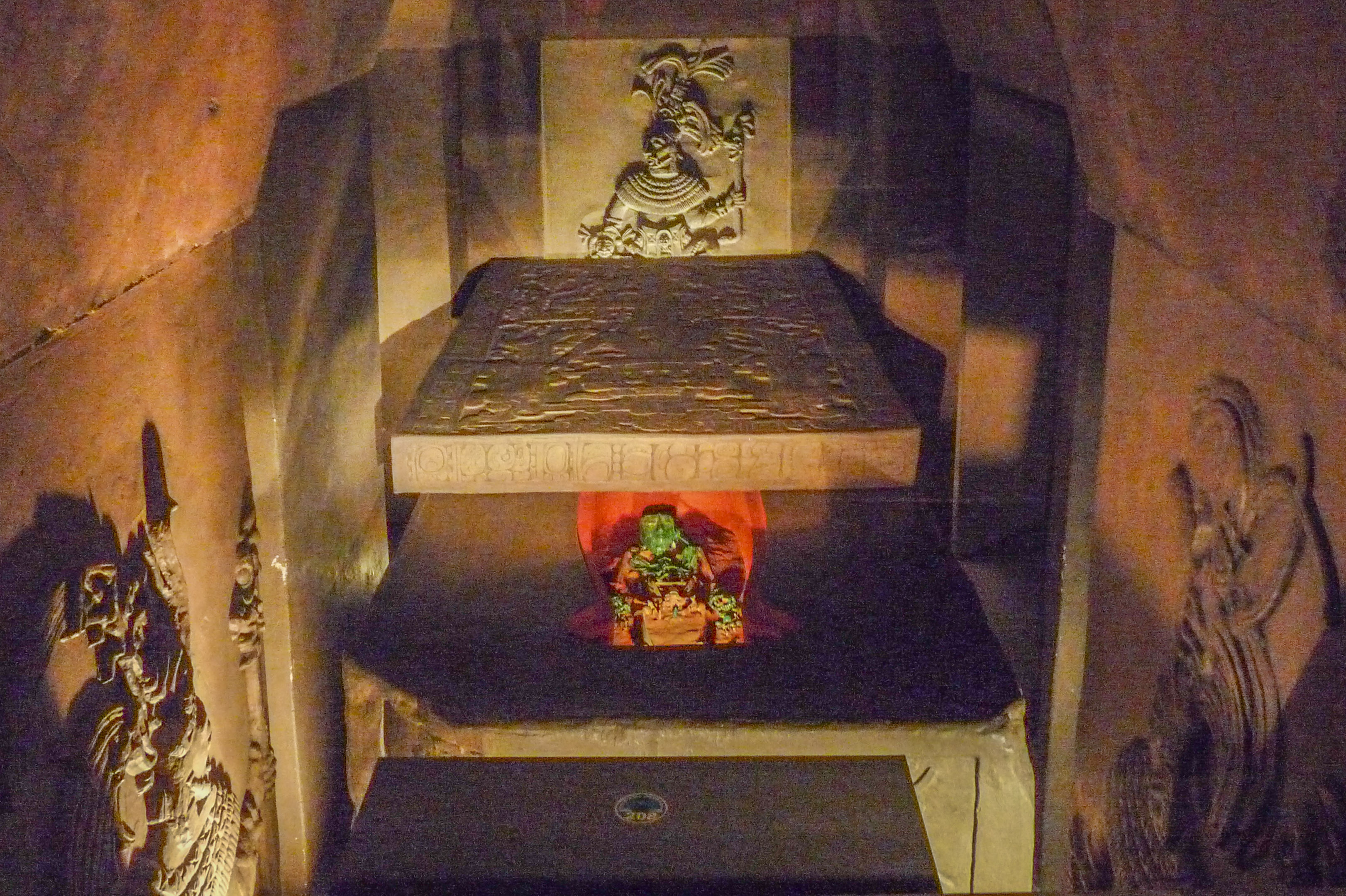
A sírkamra rekonstrukciója a Mexikói Nemzeti Embertani Múzeumban, Mexikóvárosban
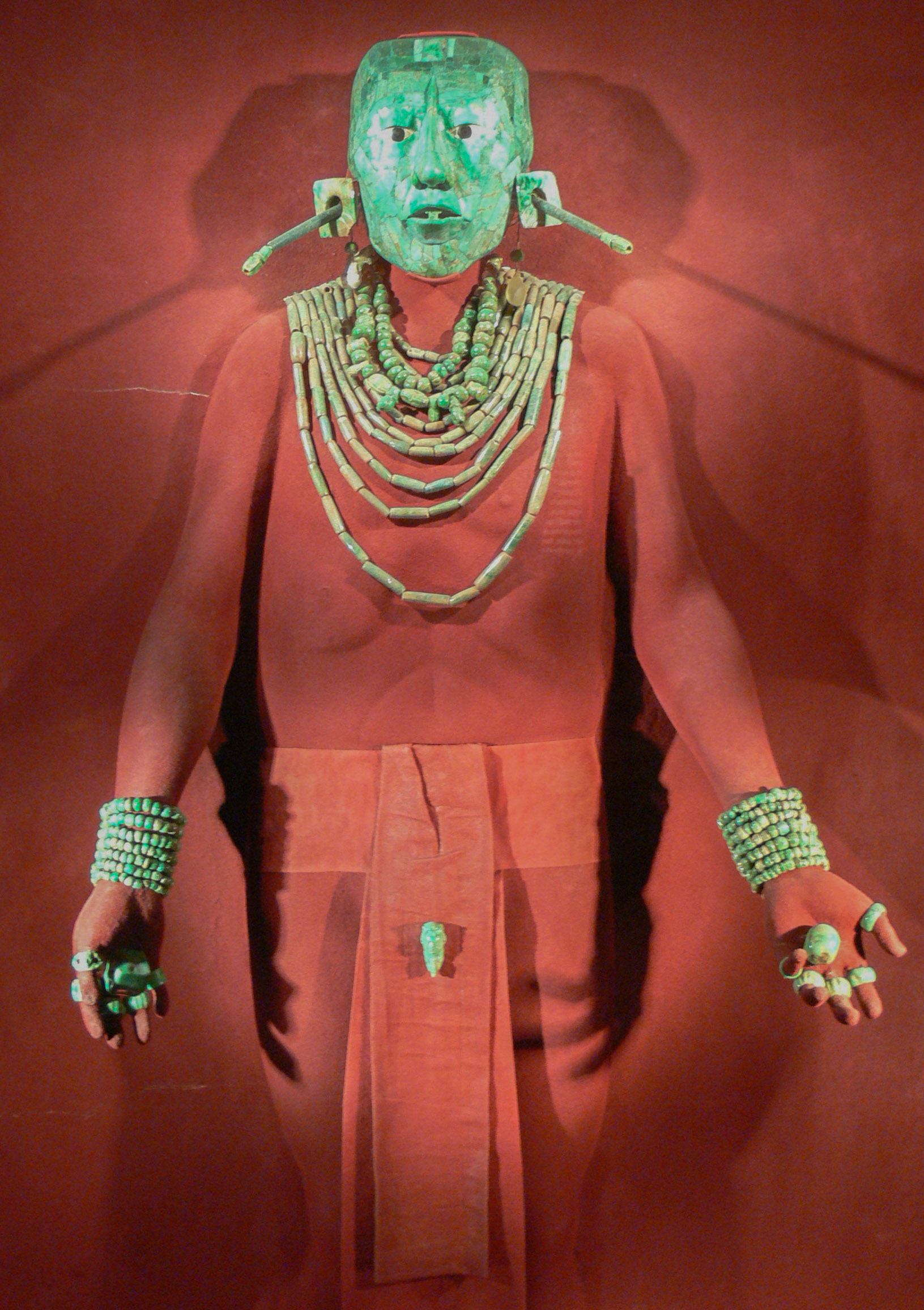
Temetkezési ékszerek
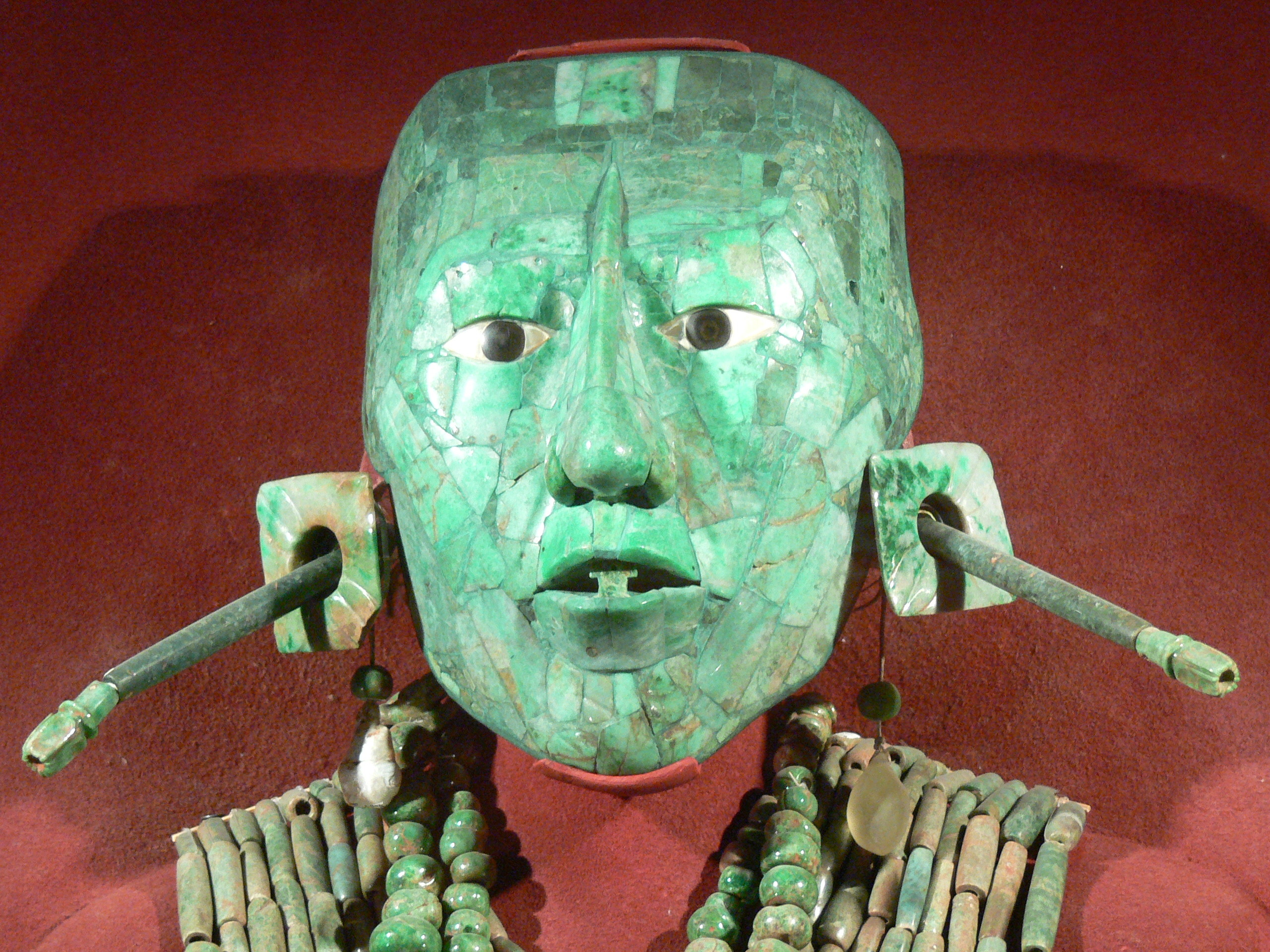
Halotti maszk
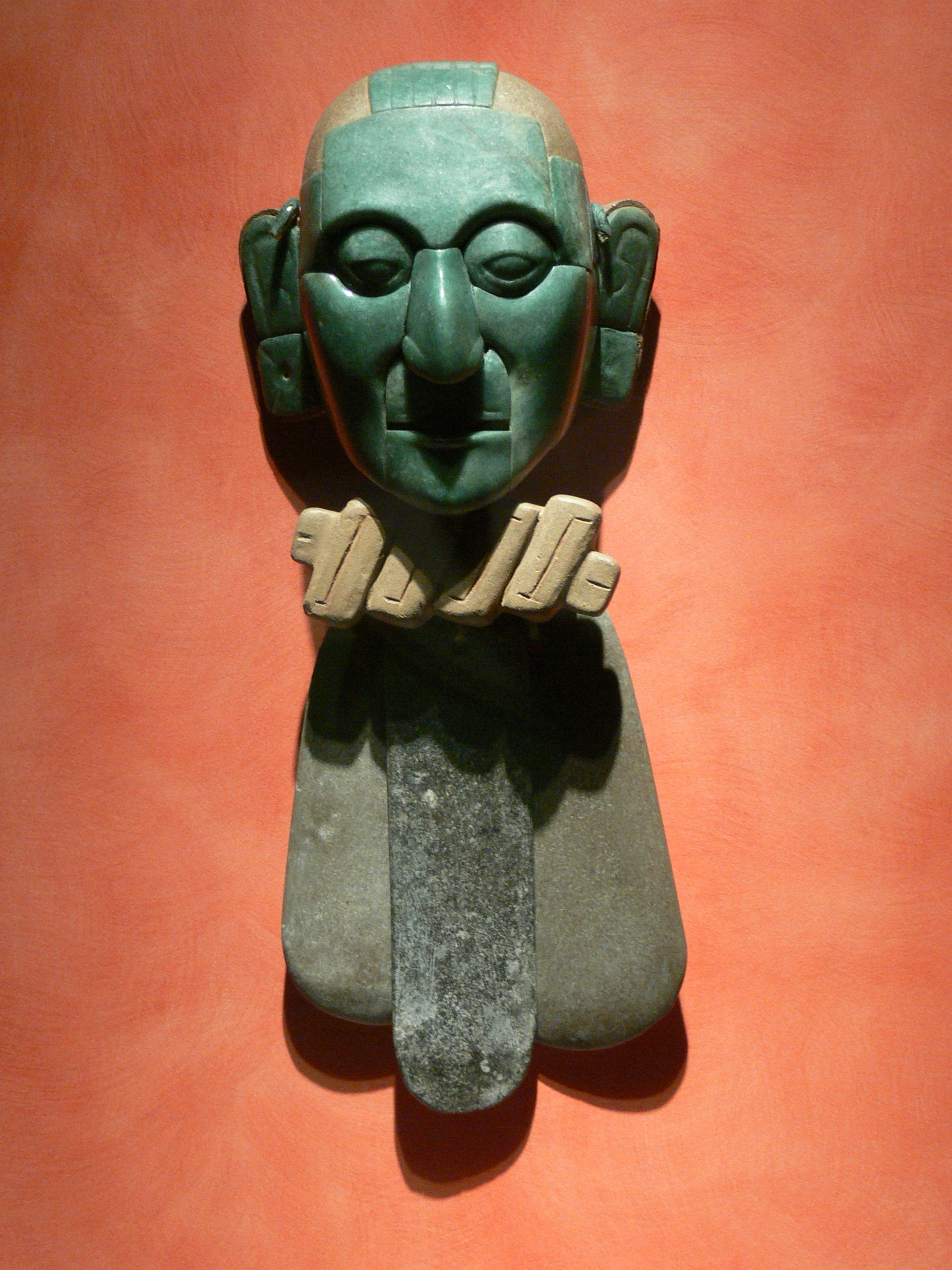
Jádefej
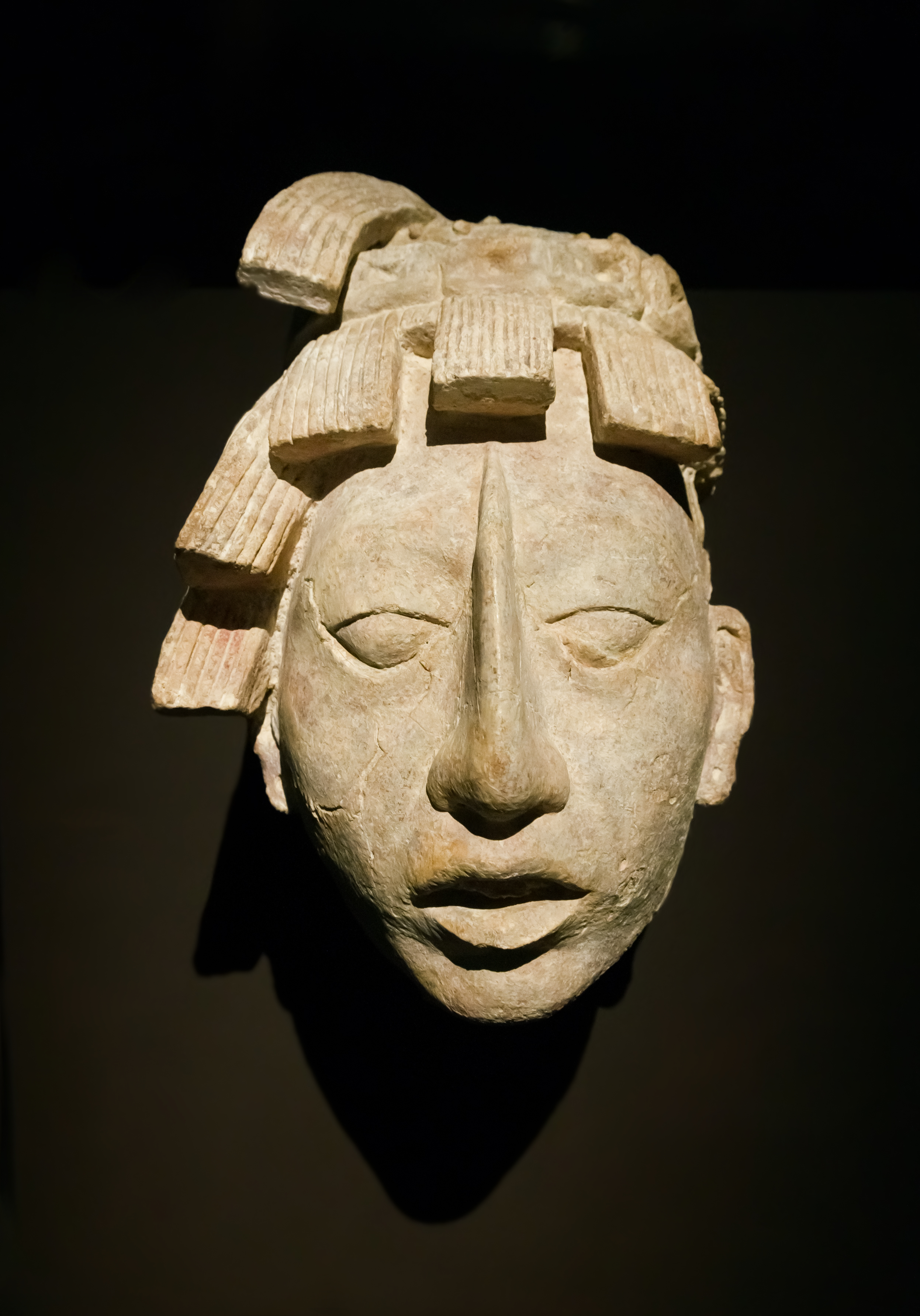
Stukkófej
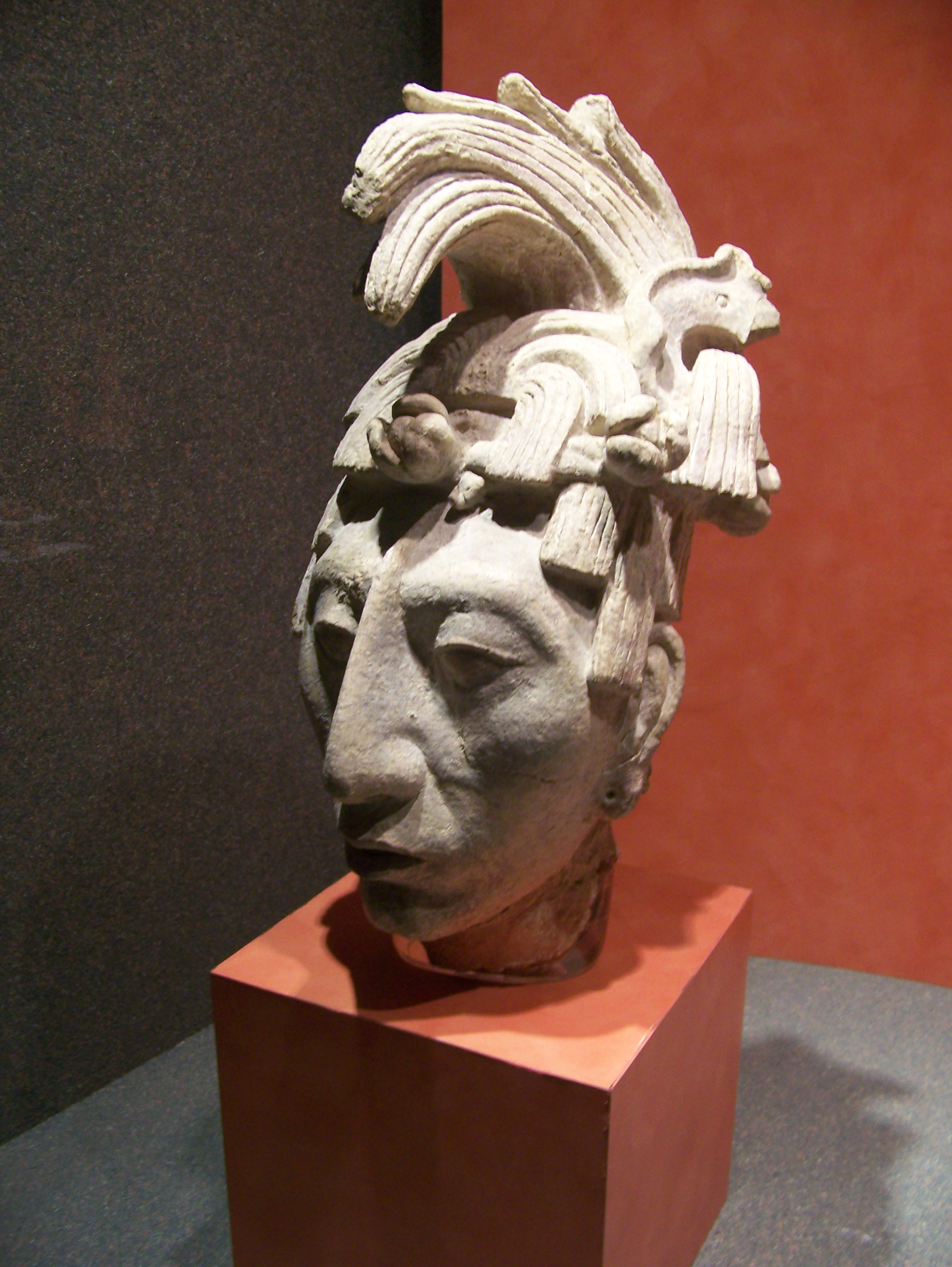
A másik stukkófej